# Mestre de Jaime IV da Escócia
O Mestre de Jaime IV da Escócia (fl. c. 1485 - c. 1526) foi um iluminador e pintor flamengo que morou em Ghent, ou talvez Bruges.  Evidências circunstanciais, incluindo vários painéis, indicam que ele pode ter sido Gerard Horenbout.  Seu nome deriva de um retrato de Jaime IV da Escócia que, junto com uma de suas rainhas, está em um livros de horas, que agora está em Viena, na Áustria.
O trabalho do Mestre é às vezes associado à obra do Mestre da Bíblia de Lübeck. Uma obra importante são as Horas Spinola (no Museu Getty), o Breviário dos Grimani (em Veneza), as Horas de Holford (em Lisboa), as Horas de Rothschild, as Horas do Vaticano e duas pequenas iluminuras dos Cloisters, em Nova Iorque.